# Ceraegidion dorrigoensis
Ceraegidion dorrigoensis là một loài bọ cánh cứng trong họ Cerambycidae.